# Scuola di geni
Scuola di geni (Real Genius) è un film commedia del 1985, diretto da Martha Coolidge e interpretato da un giovane Val Kilmer.

## Trama
Il quindicenne Mitch Taylor viene ammesso in una scuola speciale, frequentata da studenti geniali. L'impatto con la nuova scuola non è dei migliori, in quanto viene subito preso di mira da uno degli assistenti del suo professore; ben presto però, grazie all'estroverso compagno di stanza, Chris Knight, riesce ad ambientarsi, sviluppando nuove amicizie, tra cui l'iperattiva Jordan Cochran e lo strano Lazlo Hollyfeld, che sembra vivere dentro l'armadio di Mitch e Chris. Inoltre grazie alla sua preparazione, il progetto del suo gruppo di studio fa passi da gigante. Nel finale, il gruppo di amici, grazie alla loro genialità, riescono a vendicarsi dei soprusi subiti e far fallire i piani del loro professore.

## Produzione
Le riprese sono state fatte tutte nello stato della California, principalmente nel Crystal Springs Ranch di Canyon Country.

## Curiosità
- Un progetto militare simile a quello presentato nel film è stato implementato col nome di Boeing YAL-1.
- Nel film si parla di sostituire il sistema al cianuro sintetizzando del bromuro eccitato in un lattice di atomi di argon ottenendo un eccimercorato (un dimero eccitato) di atomi congelati nel loro stato d'eccitazione.